# خانه ضیایی و سعدی‌نژاد
خانه ضیایی و سعدی نژاد مربوط به دوره پهلوی است و در گمیش تپه، خیابان محتومقلی واقع شده و این اثر در تاریخ ۱۶ دی ۱۳۸۷ با شمارهٔ ثبت ۲۴۴۷۰ به‌عنوان یکی از آثار ملی ایران به ثبت رسیده است.